# مجمع‌الجزایر تولن
مجمع‌الجزایر تولِن (به قزاقی: Түлен، به روسی Тюленьи، تیولنی) گروهی از جزایر در شمال شرقی دریای خزر است که در استان مین‌قشلاق قزاقستان واقع شده‌است. مجمع‌الجزایر تولن ۵ نفر جمعیت دارد و ۲ متر بالاتر از سطح دریا واقع شده‌است. نام تولن به معنی فُک است که به فک خزری اشاره دارد.
این جزیره‌ها در غرب شبه‌جزیره سیاه‌کوه و حدود ۱۳ کیلومتری شمال غرب شبه‌جزیره توپ‌قره‌غان و ۲۷ کیلومتری شمال فورت شِوچِنکو قرار دارند. مجمع‌الجزایر تولِن را شاید مهم‌ترین گروه از جزایر در خزر بتوان شمرد. آن‌ها برای اولین بار با دقت توسط فدور ایوانوویچ سویمونف که رهبری یک سفر پژوهشی به منطقه را برعهده داشت نقشه‌برداری شدند. گروه او از سال ۱۷۱۹ تا ۱۷۲۷ دریای خزر را بررسی می‌کردند.